# Amelie Kober
Pour les articles homonymes, voir Kober.
Amelie Kober, née le 16 novembre 1987 à Bad Aibling, est une snowboardeuse allemande.

## Palmarès

### Jeux olympiques d'hiver
- -  Médaille d'argent en slalom géant parallèle en 2006, aux Jeux olympiques d'hiver de 2006 à Turin (Italie)
  -  Médaille de bronze en slalom parallèle en 2014, aux Jeux olympiques d'hiver de 2014 à Sotchi (Russie)

### Championnats du monde
- -  Médaille d'argent en slalom géant parallèle en 2007, aux Championnats du monde de snowboard 2007 à Arosa (Suisse)
  -  Médaille de bronze en slalom géant parallèle en 2013 à Stoneham (Canada)
  -  Médaille de bronze en slalom parallèle en 2013 à Stoneham (Canada)

### Coupe du monde
- 1 petit  globe de cristal :
  - Vainqueur du classement parallèle en 2009.
- 21 podiums dont 12 victoires.
  - Première victoire : à Landgraaf en 2006.